# Avalanche City
Avalanche City er et newzealandsk musikgruppe, som beskæftiger sig med en fornyet version af folkemusik. Ukulelen bliver især brugt på deres første album, som kom i 2011. Bandet er fra New Zealands største by, Auckland, hvor også deres debutalbum "Our New Life Above The Ground" blev indspillet. Det startede egentlig som et one-man-project af frontfiguren Dave Baxter, og han havde selv skrevet, sunget og produceret alle numrene på albummet. Men efter udgivelsen besluttede han sig for at finde bandmedlemmer til gruppen. 
Deres første single hed "Love Love Love", og den strøg op som nummer et på New Zealands Chart liste, mens den verden over også havde sneget sig op på flere lister.

## Medlemmer af musikgruppen
Bandmedlemmer af Avalanche City:
- Dave Baxter (forsanger)
- Romelli Rodriguez (violin, slagtøj, klaver, harmonika og klokkespil)
- Strahan Cole (el-guitar, ukulele, banjo og kor)
- Johnny Brock (basguitar)
- Ben Tolich (keyboard og banjo)
- Ben Duncan (trommer)

## Diskografi
- Our New Life Above The Ground (2011)

## Singler på "Our New Life Above The Ground"
| Nr. | Singler           |
| --- | ----------------- |
| 1   | Love Love Love    |
| 2   | Drive On          |
| 3   | Everybody Knows   |
| 4   | The Streets       |
| 5   | The Citizens      |
| 6   | You And I         |
| 7   | Love Don't Leave  |
| 8   | Go                |
| 9   | Ends In The Ocean |
| 10  | Oh Life           |
| 11  | How Long          |
| 12  | The Silence       |